# Jarostów
Jarostów – wieś w Polsce położona w województwie dolnośląskim, w powiecie średzkim, w gminie Udanin.

## Podział administracyjny
W latach 1975–1998 miejscowość administracyjnie należała do województwa legnickiego.

## Zabytki
Do wojewódzkiego rejestru zabytków wpisany jest:
- park, z drugiej połowy XIX w.

## Wypadek lotniczy
17 lutego 2009 roku miał miejsce tragiczny wypadek śmigłowca Lotniczego Pogotowia Ratunkowego, w którym zginęli pilot Janusz Cygański i pielęgniarz Czesław Buśko, a lekarz Andrzej Nabzdyk został ciężko ranny. Śmigłowiec został wysłany na pomoc kobiecie w ciąży poszkodowanej w karambolu na autostradzie A4. Podczas dolotu śmigłowca do miejsca zdarzenia warunki atmosferyczne uległy gwałtownemu pogorszeniu. Pojawiła się intensywna mgła wraz z opadem śniegu. W istniejących warunkach atmosferycznych pilot zdecydował o powrocie w kierunku lotniska startu z jednoczesnym zniżaniem w celu zachowania lub odzyskania widoczności, skutkiem czego śmigłowiec zderzył się z powierzchnią ziemi.